# ایندین ولز (کالیفرنیا)
ایندین ولز (به انگلیسی: Indian Wells) شهری در شهرستان ریورساید، کالیفرنیا ایالت کالیفرنیا است که در سرشماری سال ۲۰۱۰ میلادی، ۴۹۵۸ نفر جمعیت داشته است.